# 延光宮變
延光宮變，是延光四年（125年）東漢皇帝劉懿逝世后由孫程等十九位宦官联合发动的宫廷政变。政變以濟陰王劉保登基為漢順帝、閻姬為首的外戚勢力垮台告終。

## 背景

### 廢太子風波
延光三年（124年），漢安帝獨子、皇太子刘保生病，来到汉安帝乳母王圣家居住，刘保乳母王男、厨监邴吉与王圣等人爆发激烈争吵。王圣等人大怒，于是联合大长秋江京、中常侍樊丰等诬陷太子劉保的乳母王男、厨监邴吉，使两人被杀，太子数为叹息。王圣等人惧有后祸，遂与汉安帝皇后阎姬、江京、樊丰、共同构陷太子劉保。汉安帝召集大臣议论，太常桓焉、太仆来历、廷尉张皓等反对，汉安帝派人威胁反对废太子的大臣，最后只有来历坚决阻止汉安帝废太子。汉安帝大怒，下令罢免来历的官位，并立即废太子劉保为济阴王。来历不服，纠集11位官员和百姓上书喊冤，汉安帝不为所动。

### 閻氏臨朝
延光四年（125年），汉安帝病危，由於此時儲君懸缺，遂征济北、河间王子年十四以下、七岁以上前往洛阳，三月丁卯（4月30日），汉安帝在巡遊途中病逝，阎皇后为了臨朝稱制，在兄長阎显支持下，迎立濟北惠王劉壽幼子、北乡侯刘懿为帝，承嗣汉安帝（虽说两者是堂兄弟关系）。三月乙酉（5月18日），刘懿正式登基，尊閻姬為皇太后，阎显授命為车骑将军把持朝政，權傾一時。隨後阎显又逼死大將軍耿寶，以閻景為衛尉，阎耀為城門校尉，阎晏為執金吾，兄弟四人掌控軍機政要，在朝中作威作福。

## 過程
延光四年十月丙午（125年12月5日），刘懿病重不起，給事長樂宮的中黃門孫程深知昔日太子劉保被廢甚為冤屈，遂聯絡刘保使者長興渠，謀劃在刘懿崩後扶立刘保為帝，並取得原任太子府史王康、長樂太官丞王國支持。朝廷方面，閻顯聽取中常侍江京建議，徵召諸王子進京，從中選立下任皇帝。十月辛亥（125年12月10日），劉懿病逝，皇太后閻姬秘不發喪，加緊選立新君的程序，宮門戒備森嚴。
十一月乙卯（12月14日），孫程、王康、王國成功遊說中黃門黃龍、彭愷、孟叔、李建、王成、張賢、史泛、馬國、王道、李元、楊佗、陳予、趙封、李剛、魏猛、苗光加入政變行列，在長樂宮西鐘下集結，揮刀割去衣服的一角，誓言合作剷除閻氏、扶立劉保。十一月丁巳（12月16日），恰逢洛陽及郡國十六處發生地震，孫程集團遂於當夜在崇德殿會合，再闖入章臺門，撞見正在值班守夜的中常寺李閏、江京、劉安、陳達（此四人為閻氏旗下的宦官），就地斬殺江京、劉安、陳達，李閏在宦官界頗有威望，故不除之。孫程持刀威脅李閏支持政變，李閏從之，孫、李二人在西鐘下迎立劉保為帝，劉保登上雲台發號施令，文武百官皆承認其正統性。閻顯、閻姬聞訊後仍力圖控制局勢，以爵位懸賞捉拿劉保、李閏，然而越騎校尉馮詩認為劉保已是天下歸心，調頭誅殺閻姬一黨的中黃門樊登，尚書郭鎮亦將衛尉閻景收捕入獄、即刻處死，閻氏一族徹底失去兵權。

## 結果
劉保正式登基後，陸續將閻顯、阎耀、阎晏下獄處死，家屬放逐比景（今越南廣平省箏河口），閻太后被遷居離宮幽禁。孫程作為宮變首謀，受封浮陽侯，食邑萬戶；王康為華容侯，王國為酈侯，各食邑九千戶；黃龍為湘南侯，食邑五千戶；彭愷為西平昌侯，孟叔為中廬侯，李建為複陽侯，各食邑四千二百戶；王成為廣宗侯，張賢為祝阿侯，史汎為臨沮侯，馬國為文平侯，王道為範縣侯，李元為褒信侯，楊佗為山都侯，陳予為下雋侯，趙封為析縣侯，李剛為枝江侯，各食邑四千戶；魏猛為夷陵侯，食邑二千戶；苗光為東阿侯，食邑一千戶。十九位封侯的宦官世稱「十九侯」，成為順帝一朝的顯貴。